# Selenidium hermellae
Selenidium hermellae is een soort in de taxonomische indeling van de Myzozoa, een stam van microscopische parasitaire dieren. Het organisme komt uit het geslacht Selenidium en behoort tot de familie Selenidiidae. Selenidium hermellae werd in 1926 ontdekt door Hasselman.